# Otréré
Dans la mythologie grecque, Otréré (en grec ancien Ὀτρηρή / Otrêrế, littéralement « rapide, agile ») est une reine des Amazones.
D'une liaison avec Arès, elle a, selon les auteurs, engendré Penthésilée et/ou Hippolyte. Selon une autre source, au contraire, elle est elle-même fille d'Arès.
Hygin en fait la fondatrice du temple d'Artémis à Éphèse.
L'astéroïde troyen de Neptune (385571) Otréré porte son nom.